# Championnats d'Afrique de cross-country 2012
Navigation
Le Cap 2011 Kampala 2014
Les Championnats d'Afrique de cross-country 2012 ont eu lieu le 18 mars au Cap en Afrique du Sud.
Au total, 21 pays et 194 athlètes prendront part à la compétition continentale, qui tiendra une importance particulière compte tenu de l'absence de championnats du monde de la spécialité. Les courses individuelles seniors sont remportées par les Kényans Clement Langat chez les hommes et Joyce Chepkirui chez les femmes

## Résultats
| Épreuves                          | Or                                                                                            | Argent                                                                                     | Bronze                                                                              |
| --------------------------------- | --------------------------------------------------------------------------------------------- | ------------------------------------------------------------------------------------------ | ----------------------------------------------------------------------------------- |
| Individuel hommes                 | Clement Langat (KEN) 35 min 43 s                                                              | Teklemariam Medhin (ERI) 35 min 50 s                                                       | Atsedu Tesfaye (KEN) 36 min 14 s                                                    |
| Individuel femmes                 | Joyce Chepkirui (KEN) 27 min 04 s                                                             | Margaret Wangari Muriuki (KEN) 27 min 05 s                                                 | Emily Chebet (KEN) 27 min 06 s                                                      |
| Junior hommes (8 km)              | Muktar Edris (ETH) 23 min 30 s                                                                | Japhet Korir (KEN) 23 min 31 s                                                             | Justine Cheruiyot (KEN) 23 min 31 s                                                 |
| Junior femmes (6 km)              | Faith Chepngetich (KEN) 19 min 31 s                                                           | Agnes Jebet Tirop (KEN) 19 min 34 s                                                        | Nancy Chepkwemoi (KEN) 19 min 37 s                                                  |
| Hommes par équipes (12 km)        | Kenya Langat Timothy Kosgei Kiptoo Vincent Kiprop Chepkok Fredrick Musyoki Ndunge             | Érythrée Medhin Kidane Tadasse Nassir Dawud Mulue Andom                                    | Éthiopie Tesfay Ayele Megerssa Feyisa Abere Chane Lema Chalachew Asmamaw Tiruneh    |
| Femmes par équipes (8 km)         | Kenya Chepkirui Muriuki Chebet Esther Chemtai Ndiema                                          | Éthiopie Belaynesh Oljira Abebech Afework Bekele Aberash Nesga Bedasa Genet Yalew Kassahun | Ouganda Annet Negesa Viola Chemos Juliet Chekwel Nancy Chaptegei                    |
| Hommes par équipes juniors (8 km) | Kenya Korir Cheruiyot Cornelius Kipruto Kangogo William Malel Sitoniki                        | Éthiopie Awel Hagos Gebrhiwot Berhe Yitayal Atnafu Zerihu Fikadu Haftu Tsadik              | Érythrée Ghirmay Ghebreslassie Tesfagaber Ayahuney Tsegay Tuemay Dawit Weldesilasie |
| Femmes par équipes juniors (6 km) | Éthiopie Ruti Aga Sora Alemitu Heroye Banata Buze Diriba Kejela Goitetom Gebresilass Teklegzi | Érythrée Letekidan Gebreham Fikadu Tsegay Weini Kelati Tsega Fsiha                         | Maroc Khadija El Moussaoui Fadwa Sidimadane Fouziya El Wahrani Soukaina Atanane     |

## Nations participantes
21 nations au total participent à cette édition des Championnats d'Afrique de cross-country :
| - Angola - Bénin - Botswana - République du Congo - Égypte - Guinée équatoriale - Érythrée - Éthiopie | - Kenya - Lesotho - Malawi - Maurice - Maroc - Mozambique - Namibie | - Afrique du Sud - Rwanda - Soudan - Swaziland - Ouganda - Zambie - Zimbabwe |